# Nianwèré
Nianwèré est une localité située dans le département de Banzon de la province du Kénédougou dans la région des Hauts-Bassins au Burkina Faso.

## Géographie
Nianwèré est situé à environ 5 km à l'ouest de Banzon.

## Économie
L'économie de Nianwèré est fortement basée sur la riziculture de riz pluvial.

## Santé et éducation
Le centre de soins le plus proche de Nianwèré est le centre de santé et de promotion sociale (CSPS) de Banzon tandis que le centre médical avec antenne chirurgicale (CMA) le plus proche est à Orodara et que le centre hospitalier régional (CHR) est le CHU Souro-Sanon de Bobo-Dioulasso.
Le village possède une école primaire publique.